# Єлизавета Христина Брауншвейг-Вольфенбюттельська
Єлизавета Христина Брауншвейг-Вольфенбюттельська (нім. Elisabeth Christine von Braunschweig-Wolfenbüttel; 28 серпня 1691, Брауншвейг, Священна Римська імперія — 21 грудня 1750, Відень, Габсбурзька монархія) — принцеса Брауншвейг-Вольфенбюттельська, дружина імператора Карла VI і титулярна імператриця Священної Римської імперії. Мати ерцгерцогині Марії-Терезії.

## Біографія
Принцеса Єлизавета Христина була першою дитиною в родині герцога Людвіга Рудольфа Брауншвейг-Вольфенбюттельського і його дружини Христини Луїзи Еттінгенської.
Дід Єлизавети Христини Антон Ульріх Брауншвейг-Вольфенбюттельський зумів домовитись з імператрицею Амалією Вільгельміною Брауншвейг-Люнебурзькою про заручини своєї 13-річної онучки з Карлом. Вихована в протестантському віросповіданні наречена деякий час пручалася весіллю, не бажаючи приймати католицтво, але потім здалася, в тому числі завдяки домовленостям тітки Генрієтти Христини, абатиси Гандерсгейма, і перейшла в католицтво 1 травня 1707 року в Бамберзі .
У 1708 році молоді одружилися в Барселоні. У 1711 році помер імператор Йосиф I. Карл, не бачив у Єлизавети Христини будь-яких здібностей в політичних справах, проте залишив дружину намісницею в Іспанії, а сам відправився до Відня коронуватися імператором. Єлизавета Христина покинула Іспанію в 1713 році.
Єдиний і довгоочікуваний син Карла і Єлизавети Христини Леопольд Іоганн помер незабаром після народження. З чотирьох дітей Єлизавети Христини дожили до дорослого віку тільки двоє. Дочка Марія Анна померла при пологах. Через дочку Марію-Терезію Єлизавета Христина є родоначальницею гілки Габсбургів-Лотарингских. Похована в Імператорській усипальниці у Відні.
Дочка Марія-Терезія також не дозволяла матері брати участь в управлінні, хоча і поважала її. Однак Єлизаветі Христині вдалося влаштувати шлюб своєї племінниці Єлизавети Христини Брауншвейгської з королем Пруссії Фрідріхом II і свого племінника Антона Ульріха Брауншвейзького з Ганною Леопольдівною.

## Родина
Чоловік — Карл VI Габсбург, імператор Священної Римської імперії
Діти:
- Леопольд Йоганн (1716) — ерцгерцог Австрійський
- Марія-Терезія (1717—1780) — ерцгерцогиня Австрії, королева Угорщини і Богемії, одружена з Францем I Стефаном Лотаринзький
- Марія Анна (1718—1744) — ерцгерцогиня Австрійська, одружена з Карлом Александром Лотарингским
- Марія Амалія (1724—1730) — ерцгерцогиня Австрійська